# Campiglossa jamesi
Campiglossa jamesi är en tvåvingeart som först beskrevs av Gottfried Novak 1974.  Campiglossa jamesi ingår i släktet Campiglossa och familjen borrflugor. Inga underarter finns listade.